# Pristimera paniculata
Pristimera paniculata är en benvedsväxtart som först beskrevs av Martin Vahl, och fick sitt nu gällande namn av N. Hallé. Pristimera paniculata ingår i släktet Pristimera och familjen Celastraceae. Inga underarter finns listade.